# Eglisau
Eglisau – miasto i gmina (Politische Gemeinde) w północnej Szwajcarii, w kantonie Zurych, w okręgu (Bezirk) Bülach. Leży nad Renem.

## Demografia
W Eglisau mieszka 5520 osób. W 2021 roku 23,6% populacji gminy stanowiły osoby urodzone poza Szwajcarią.

## Transport
Przez teren gminy przebiega droga główna nr 4.